# Championnat de Malaisie de football 1983
Navigation
Saison 1984
La saison 1983 du Championnat de Malaisie de football est la deuxième édition de la première division en Malaisie. Le championnat n'est en fait qu'une phase qualificative pour une compétition plus prestigieuse, la Coupe de Malaisie. Les seize clubs engagés affrontent une seule fois leurs adversaires et seuls les huit premiers se qualifient pour la phase finale de la Coupe de Malaisie, disputée sous forme de matchs à élimination directe.
C'est le club de Melaka FA qui termine en tête du classement et qui remporte donc le titre officiel de champion de Malaisie. C'est le premier titre de l'histoire du club.
Une équipe composée de joueurs brunéiens participe également à la compétition.

## Les clubs participants
| - Melaka FA - Penang FA - Kelantan FA - Kedah FA - Pahang FA - Selangor FA - Brunei FA - Federal Territory FA | - Johor FA - Sabah FA - Perlis FA - Sarawak FA - Negeri Sembilan FA - Terengganu FA - Perak FA - ATM FA |

## Compétition

### Classement
| Rang | Équipe               | Pts | J  | G | N | P | Bp | Bc | Diff |
| ---- | -------------------- | --- | -- | - | - | - | -- | -- | ---- |
| 1    | Melaka FA            | 22  | 15 |   |   |   | 23 | 11 | +12  |
| 2    | Penang FAT           | 21  | 15 |   |   |   | 33 | 18 | +15  |
| 3    | Kelantan FA          | 18  | 15 |   |   |   | 27 | 14 | +13  |
| 4    | Kedah FA             | 18  | 15 |   |   |   | 24 | 13 | +11  |
| 5    | Pahang FA            | 18  | 15 |   |   |   | 25 | 15 | +10  |
| 6    | Selangor FA          | 18  | 15 |   |   |   | 24 | 17 | +7   |
| 7    | Brunei FA            | 18  | 15 |   |   |   | 16 | 15 | +1   |
| 8    | Federal Territory FA | 17  | 15 |   |   |   | 15 | 8  | +7   |
| 9    | Johor FA             | 17  | 15 |   |   |   | 24 | 22 | +2   |
| 10   | Sabah FA             | 16  | 15 |   |   |   | 22 | 20 | +2   |
| 11   | Perlis FA            | 13  | 15 |   |   |   | 20 | 25 | -5   |
| 12   | Sarawak FA           | 12  | 15 |   |   |   | 11 | 26 | -15  |
| 13   | Negeri Sembilan FA   | 11  | 15 |   |   |   | 17 | 31 | -14  |
| 14   | Terengganu FA        | 10  | 15 |   |   |   | 24 | 27 | -3   |
| 15   | Perak FA             | 6   | 15 |   |   |   | 18 | 38 | -20  |
| 16   | ATM FA               | 5   | 15 |   |   |   | 10 | 33 | -23  |

|  | Champion de Malaisie 1983 Qualification pour la phase finale de la Coupe de Malaisie |
|  | Qualification pour la phase finale de la Coupe de Malaisie                           |
|  | T : Tenant du titre                                                                  |

## Bilan de la saison
| Championnat de Malaisie de football 1983 |                       |
| Champion                                 | Melaka FA (1er titre) |